# 魚雷艇8号
魚雷艇8号（ローマ字：PT No.8, PT-808）は、海上自衛隊の魚雷艇。7号型魚雷艇の2番艇。

## 艦歴
「魚雷艇8号」は、昭和29年度100t型魚雷艇6008号艇として、三菱造船下関造船所で1956年8月23日に起工され、1957年7月20日に進水、1958年1月10日に就役し、横須賀地方隊に編入された。
1958年3月16日、横須賀基地警防隊隷下に新編された第2魚雷艇隊に「魚雷艇3号」、「魚雷艇4号」、「魚雷艇7号」とともに編入された。
1959年6月1日、第2魚雷艇隊が横須賀防備隊隷下に編成替え。
1961年9月1日、第2魚雷艇隊が呉地方隊隷下に編成替え。
1972年3月31日、第2魚雷艇隊が舞鶴地方隊舞鶴防備隊隷下に編成替え。
1974年2月15日、除籍。